# Lawrence Timmons
Lawrence Olajuwon Timmons (* 14. Mai 1986 in Florence, South Carolina) ist ein ehemaliger US-amerikanischer American-Football-Spieler in der National Football League (NFL). Er spielte zuletzt für die Miami Dolphins als Linebacker. Mit den Pittsburgh Steelers gewann er den Super Bowl XLIII.

## College
Timmons besuchte die Florida State University und spielte für deren Team, die Seminoles, erfolgreich College Football. Er kam in den Special Teams, als Linebacker und fallweise auch als Defensive End zum Einsatz.

## NFL
Er wurde beim NFL Draft 2007 in der ersten Runde als insgesamt 15. Spieler von den  Pittsburgh Steelers ausgewählt. Bereits in seiner Rookiesaison lief er in allen 16 Partien auf.
In der Saison 2008 gewann er mit den Steelers den Super Bowl XLIII.
Seit 2010 konnte er jede Spielzeit über bzw. an die 100 Tackles setzen. Seit 2011, als er einen Sechsjahresvertrag über 50 Millionen US-Dollar erhielt, war er bei jedem Spiel der Steelers als Starter im Einsatz.
2012 konnte er gegen die Cleveland Browns seinen ersten und bislang einzigen Touchdown erzielen und 2014 wurde er erstmals in den Pro Bowl berufen.
Zur Saison 2017 wechselte er zu den Miami Dolphins. In 14 Partien gelangen ihm 84 Tackles und drei Passverteidigungen, dennoch wurde er nach nur einer Spielzeit wieder entlassen.